# Luštica (wieś)
Luštica (cyr. Луштица) – wieś w Czarnogórze, w gminie Herceg Novi. W 2011 roku liczyła 300 mieszkańców.